# Фелікс Дуе
Фелікс Шарль Дуай (фр. Félix Charles Douay; 14 серпня 1816 — 5 травня 1879) — французький генерал, кар'єра якого охоплювала періоди правління Луї-Філіппа I, Другої республіки, Другої імперії Наполеона III і перші роки Третьої республіки. Був братом Абеля Дуя, іншого французького генерала.

## Військова кар'єра
Служив у Кримській війні, в Італії та в Мексиці. За проявлену мужність у битві при Мадженті та Сольферіно був підвищений до звання бригадного генерала.

## Франко-прусська війна
Під час Франко-прусської війни командував 7-м армійським корпусом Франції. Після перших поразок на ельзаському кордоні корпус відступив і став частиною Армії Шалона під командуванням Маршала Мак-Магона. Потрапив у полон під час битви при Седані.

## Придушення Паризької комуни
Після повернення до Франції очолив 4-й армійський корпус у боротьбі проти Паризької комуни. 22 травня 1871 року його війська першими увійшли в Париж, запобігши знищенню Лувру.